# Aarbergergasse

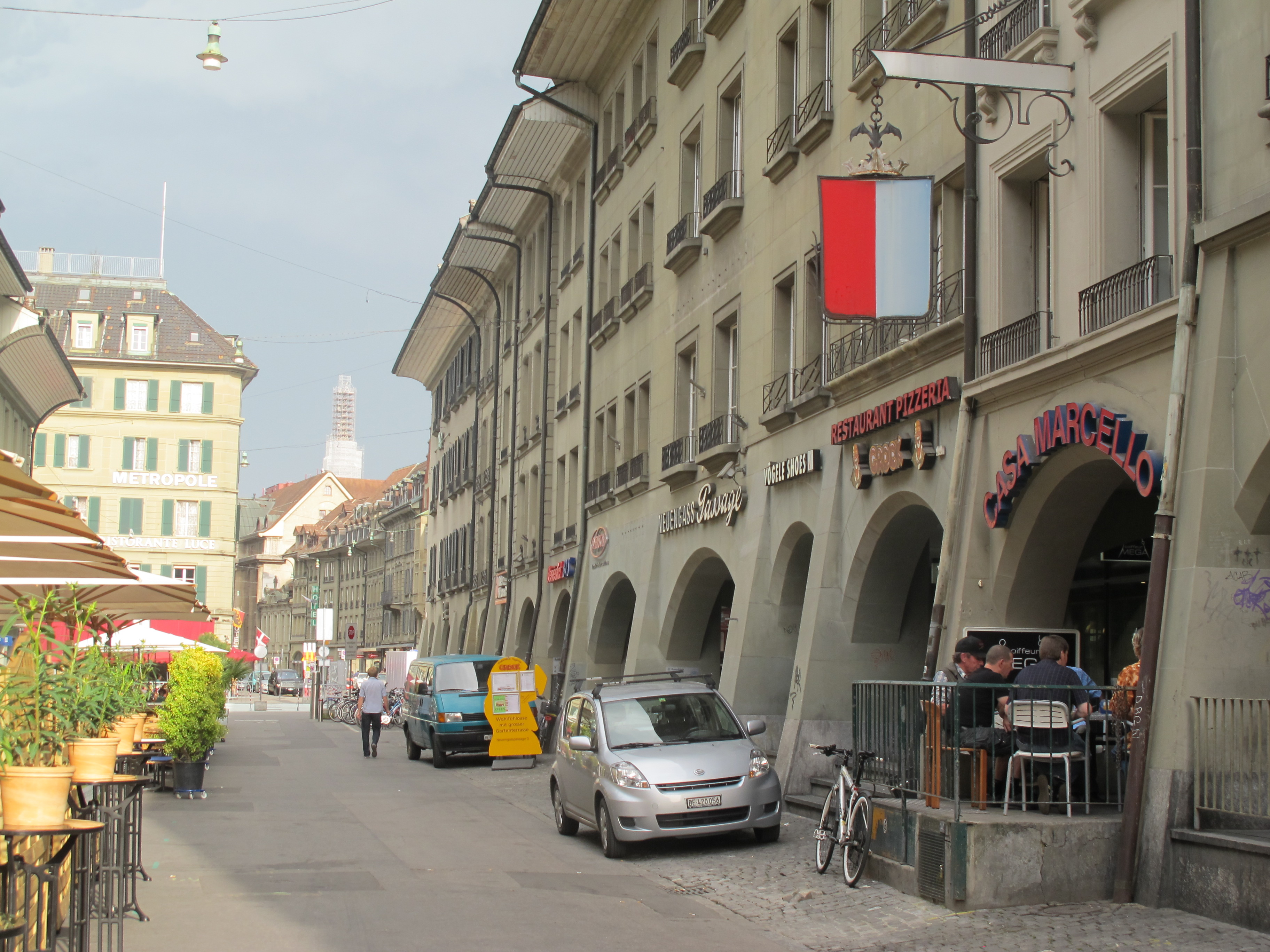
Aarbergergasse mit Neuengasse-Passage (2013)

Die Aarbergergasse ist eine in der Stadt Bern (Schweiz) gelegene Strasse. Die Gasse verbindet den Bahnhof Bern beim Bollwerk mit dem Waisenhausplatz.

## Lage
| zur Neuengasse                                                                                 | zur Speichergasse                                          |
| ---------------------------------------------------------------------------------------------- | ---------------------------------------------------------- |
| - Neuengass-Passage (bei Nr. 5/19) - Ryffligässchen (vor Nr. 41) - Genfergasse (bei Nr. 57/59) | - Sternengässchen (bei Nr. 30) - Genfergasse (nach Nr. 60) |

Die Aarbergergasse mündet im Westen ins Bollwerk und im Osten auf den Waisenhausplatz gegenüber der Zeughausgasse. 
Die Gasse kreuzt die Genfergasse. Mit der nördlichen parallelen Speichergasse verbindet sie zudem das Sternengässchen, mit der südlichen Neuengasse das Ryffligässchen und die Neuengass-Passage.

## Geschichte

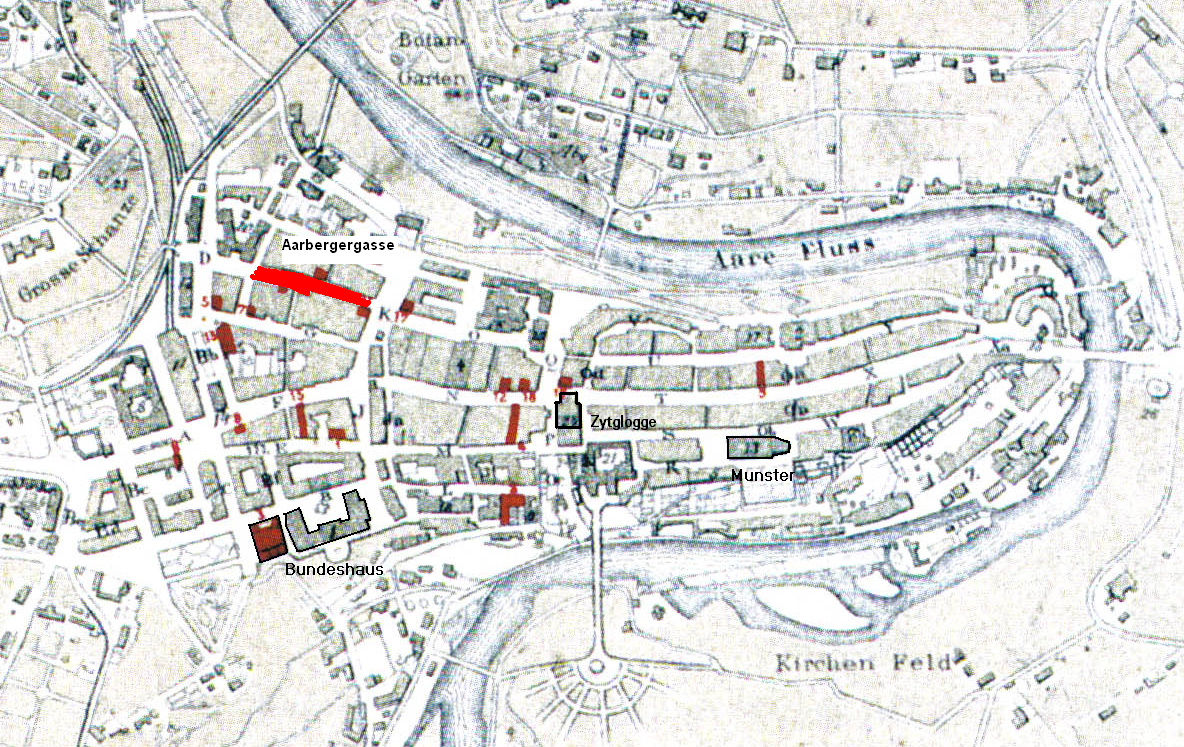
Stadtplan von Bern 1882, Aarbergergasse in rot markiert

Die Gasse wurde bei der 3. Stadterweiterung 1343 angelegt. Anfangs hiess sie Golatenmattgasse. Die platzartige Verbreiterung der Aarbergergasse westlich der Genfergasse entspricht dem Grundriss des im März 1830 abgebrochenen Golatenmatttores. 1884 wurde der Gassenteil ohne Laube mit einem Trottoir versehen. 1886 wurden die zwei Treppenstufen in der Laube unweit der Genfergasse entfernt. 1891 erhielt die Aarbergergasse eine Holzpflästerung, die östlich des Ryfflibrunnens in den Jahren 1903 und 1925 bis zur Genfergasse durch einen Asphaltbelag ersetzt wurde.

## Verkehrsregime

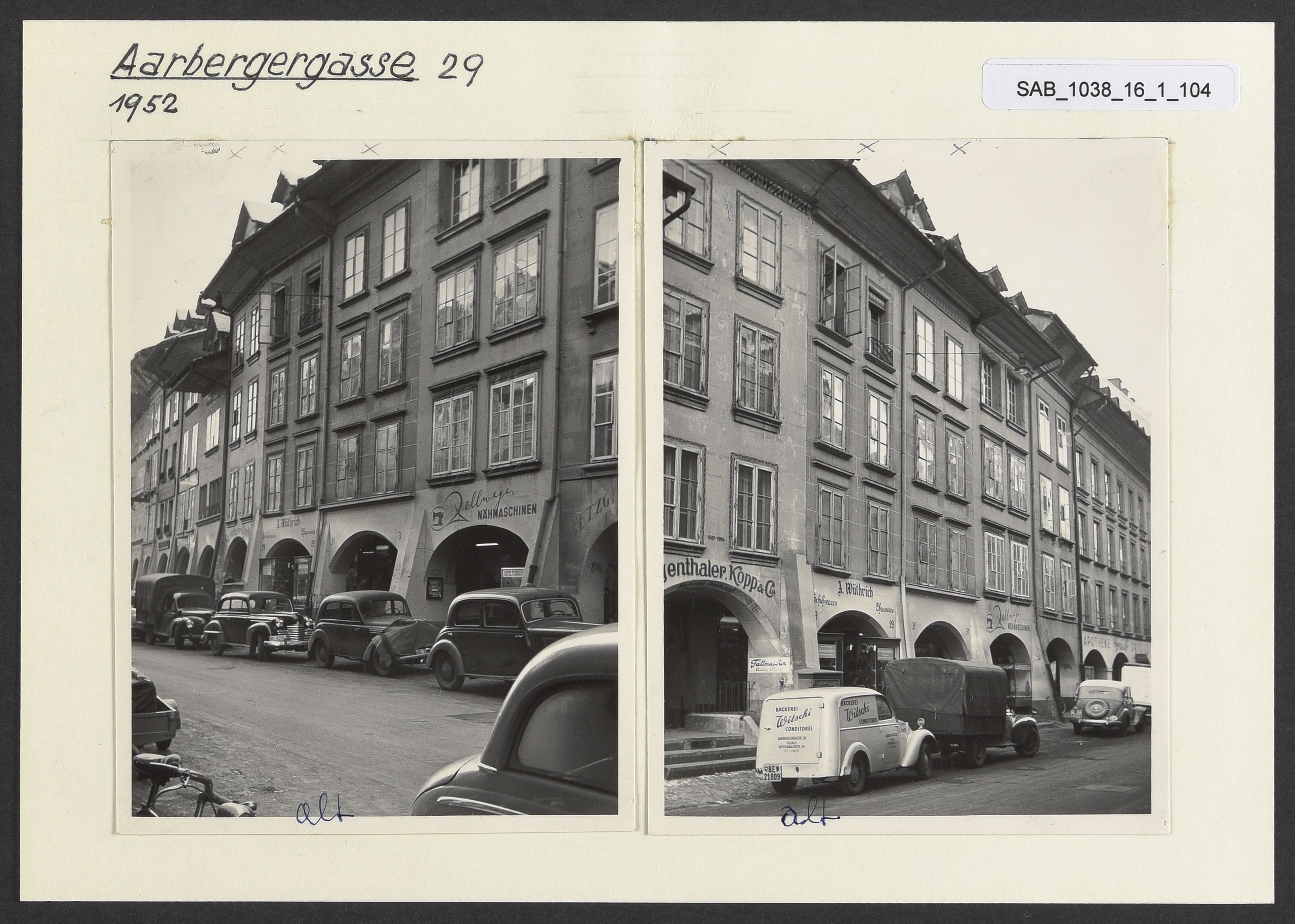
Die Aarbergergasse 1952

Bereits 1930 wurde auf der Aarbergergasse ein Einbahnregime eingeführt. Dies wurde durch den örtlichen Aarbergergass-Speichergass-Leist kritisiert, der aufgrund der Verkehrsabnahme eine «Geschäftskrise» beklagte.
Im Oktober 1988 wurde die Fahrtrichtung der Einbahn umgekehrt. Um einen besseren Verkehrsabfluss vom Waisenhausplatz zu ermöglichen, führte die Strasse neu von Osten nach Westen.
Seit 1999 ist die Aarbergergasse in der innerstädtischen Tempo-30-Zone, dies in Folge der Abstimmung zum Verkehrskompromiss für eine fussgängerfreundliche Innenstadt, welche am 23. November 1997 durch die Stadtberner Wahlbevölkerung angenommen wurde. 2006 wurden auf der Aarbergergasse versenkbare Poller installiert, um das geltende Verkehrsregime durchzusetzen, eine fussgängerfreundliche Zone mit zulässigem Veloverkehr und Güterumschlag zu Randzeiten.

## Frühere Namen der Strasse
- Bis 1798: Golatenmattgasse
- Seit 1798: Aarbergergasse

In der Schülersprache hiess die Aarbergergasse bis ca. 1960 Arabergass. Heute noch verbreitet ist die Bezeichnung Araber für das Restaurant «Aarbergerhof», das sich in der Aarbergergasse befindet.